# Lista de líderes em pontuação em jogo único da National Basketball Association
Esta é uma lista dos jogadores com o maior número de pontos em uma única partida da National Basketball League (NBA). (Até o inicio de 2021)
| Jogador          | Pontos | Time pelo qual jogava |
| ---------------- | ------ | --------------------- |
| Wilt Chamberlain | 100    | Philadelphia Warriors |
| Kobe Bryant      | 81     | Los Angeles Lakers    |
| David Thompson   | 73     | Denver Nuggets        |
| David Robinson   | 71     | San Antonio Spurs     |
| Elgin Baylor     | 71     | Los Angeles Lakers    |
| Devin Booker     | 70     | Phoenix Suns          |

1. ↑  «As maiores pontuações da um jogador em uma partida da NBA». Betsul. Consultado em 2 de novembro de 2021